# Nanuk l'esquimese
Nanuk l'esquimese (Nanook of the North: A Story of Life and Love in the Actual Arctic) è un film documentario muto del 1922 diretto da Robert J. Flaherty. Nel 1989 Nanuk l'esquimese è stato tra i primi 25 film selezionati dalla Biblioteca del Congresso degli Stati Uniti per essere conservati nel National Film Registry in quanto "culturalmente, storicamente o esteticamente significativi".

## Trama
Il film combina elementi di documentario e docu-drama, in un'epoca in cui non esisteva ancora il concetto di separazione dei film in documentario e dramma. Nella tradizione di quella che in seguito sarebbe stata chiamata "salvataggio etnografico", ossia la registrazione di pratiche culturali che sarebbero altrimenti andate estinte, il film segue le lotte dell'uomo Inuk di nome Nanook e della sua famiglia nell'Artico canadese.

## Produzione
Robert J. Flaherty, oltre che come regista ha operato anche come direttore della fotografia, montatore e produttore. Alcuni hanno criticato Flaherty per la messa in scena di alcune sequenze, ma il film è generalmente considerato "unico nel suo crudo rispetto per il coraggio e l'ingegno dei suoi eroi" È stato il primo lungometraggio documentario a ottenere un successo commerciale, dimostrando la fattibilità finanziaria del genere e ispirando molti film a venire.

## Rilevanza storica
Il film è considerato il primo documentario lungometraggio, nonostante Flaherty sia stato criticato per alcune sequenze e per aver distorto la realtà delle vite dei suoi soggetti. Da alcuni è considerato il primo film etnografico.
Nel 1989 è stato scelto per la conservazione nel National Film Registry della Biblioteca del Congresso degli Stati Uniti.

## Distribuzione

### Edizione home video
Sul mercato italiano sono uscite varie edizioni Home-Video del film in Dvd. La prime vennero distribuite da DCult/Cecchi Gori ed Ermitage video.